# Diocèse de Tønsberg
 (mars 2023).
Si vous disposez d'ouvrages ou d'articles de référence ou si vous connaissez des sites web de qualité traitant du thème abordé ici, merci de compléter l'article en donnant les références utiles à sa vérifiabilité et en les liant à la section « Notes et références ».
Le diocèse de Tønsberg est l'un des onze diocèses que compte actuellement l'Église de Norvège qui est de confession luthérienne.
Son territoire s'étend sur l'ensemble du Comté de Vestfold et son siège se trouve à la cathédrale de Tønsberg.

## Évêques
Le diocèse de Tønsberg a connu pour le moment six évêques.
Après la séparation des comtés de Vestfold et de Buskerud en 1947, Bjarne Skard a été consacré évêque du diocèse le 20 juin 1948.
Dafginn Hauge lui succède à partir du 20 octobre 1960. Puis la succession continue avec Håkon E. Andersen à partir de 1978, Sigurd Obserg en 1990, Laila Riksaasen Dahl le 9 février 2003 jusqu'au 30 avril 2014, Per Arne Dahl le 21 septembre 2014 jusqu'à l'automne 2018 et Jan Otto Myrseth depuis le 23 septembre 2018.

## Conseil diocésain
Le Conseil diocésain de Tønsberg constitue, avec les 10 autres conseils diocésains de Norvège, le Synode général, l'organe représentatif et décisionnel de l'Église de Norvège.
Il est composé d'un évêque, d'un prêtre, d'un autre employé de l'église mais également de sept représentants choisis par les membres de l'église.
Le principal rôle du Conseil repose sur le développement de la vie chrétienne au sein de la paroisse et sur le maintien de la coopération entre les conseils et organismes du diocèse. Il endosse également la responsabilité d'employeur pour tous les prêtres du diocèse et réalise le suivi des décisions du Synode général ainsi que du Conseil ecclésiastique.